# إبادة جماعية للسود

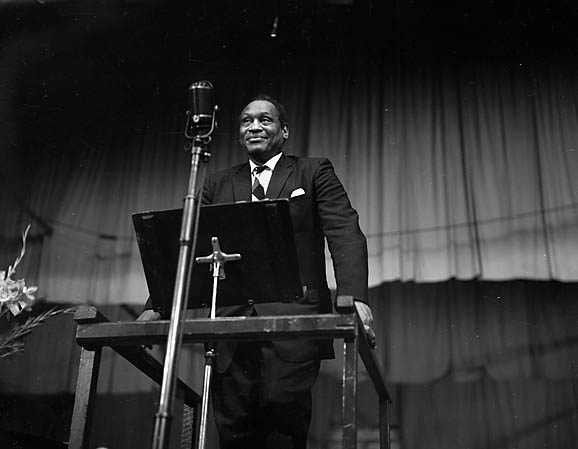

الإبادة الجماعية السوداء في الولايات المتحدة، هي وصف لسوء معاملة الأمريكيين من أصل أفريقي، في الماضي والحاضر من قبل الحكومة والأميركيين البيض على حد سواء على أنها إبادة جماعية. وُصفت عقود من عمليات «الإعدام بالشنق بدون سلطة شرعية» والتمييز العنصري على المدى الطويل لأول مرة رسميًا بأنها إبادة جماعية من قبل منظمة لم تعد نشطة الآن، وهي «مجلس الحقوق المدنية»، في عريضة قدمها إلى الأمم المتحدة في عام 1951. في ستينات القرن العشرين، اتهم «مالكوم إكس» الحكومة الأمريكية بالتورط في إبادة جماعية ضد السود، مشيرًا إلى الظلم والقسوة والعنف على المدى الطويل من جانب البيض.
وُصفت بعض اتهامات الإبادة الجماعية بأنها نظريات مؤامرة. بعد أن أقر الرئيس «ليندون جونسون» تشريع «الحرب على الفقر» الخاص به، بما في ذلك التمويل العام لحبوب منع الحمل للفقراء في منتصف الستينات، وُصف تنظيم الأسرة (تحديد النسل) بأنه «إبادة جماعية سوداء» في أول «مؤتمر قدرة السود» الذي عُقد في يوليو 1967. بعد تشريع الإجهاض على نطاق واسع في عام 1970، فقد وُصف من بعض المناضلين السود على أنه جزء من نظرية المؤامرة. لم تكن معظم النساء الأميركيات من أصول إفريقية مقتنعاتٍ بفكرة المؤامرة وبالتالي تلاشت فكرة الإبادة الجماعية العرقية. مع ذلك، أدى كشف وسائل الإعلام عام 1973 عن معلومات عن إجراء تعقيم إجباري لعقود من الزمن برعاية الحكومة إلى اقتناع البعض أن ذلك كان جزءًا من خطة الإبادة الجماعية السوداء.
خلال حرب فيتنام، قدم الاستخدام المتزايد للجنود السود في القتال أساسًا لاتهام الحكومة بدعم الإبادة الجماعية السوداء. في العقود الأخيرة، استُشهد بالنسبة العالية غير التناسبية للسجناء السود لدعم النظرية.

## قوانين جيم كرو كدليل على الإبادة السوداء

### تقديم عريضة للأمم المتحدة
بعد الحرب العالمية الثانية وبعد سنوات عديدة من سوء معاملة الأمريكيين البيض لنظرائهم السود، تغيرت السياسات الرسمية للحكومة الأمريكية بشأن هذه القضية بشكل كبير. صرح «الاتحاد الأمريكي للحريات المدنية» (إيه سي إل يو) في عام 1946 أن الرأي الدولي السلبي بشأن السياسات العنصرية الأمريكية قد فرض ضغوطًا على الولايات المتحدة وأن ذلك ساعد على تخفيف سوء معاملة الأقليات العرقية والقومية. في عام 1948، وقع الرئيس «هاري ترومان» أمرًا بإلغاء العزل العنصري في الجيش. تحدى المواطنون السود بشكل متزايد طرق التمييز العنصري الموجودة.
نشأت الأمم المتحدة (يو إن) في عام 1945. ناقشت الأمم المتحدة واعتمدت «اتفاقية الإبادة الجماعية» في أواخر عام 1948، معتبرةً أن الهدف من الإبادة الجماعية هو «تدمير مجموعة عرقية، كليًا أو جزئيًا»، استنادًا إلى هذا التعريف «الجزئي»، قدم «مجلس الحقوق المدنية» (سي آر سي)، وهو مجموعة مؤلفة من أميركيين أفارقة ذوي انتماءات شيوعية، عريضةً إلى الأمم المتحدة في عام 1951 بعنوان «نحن نتهم الإبادة الجماعية». أدرجت العريضة 10000 حالة وفاة غير عادلة لأمريكيين من أصل أفريقي على مدى تسعة عقود منذ الحرب الأهلية الأمريكية. ووصفت عمليات الإعدام بالشنق بدون سلطة شرعية وسوء المعاملة والقتل والاضطهاد للسود من قبل البيض لاستنتاج أن الحكومة الأمريكية كانت تقوم بإبادة جماعية للأمريكيين من أصل أفريقي، وذلك برفضها للتصدي لـ «جريمة الإبادة الجماعية المستمرة وواسعة النطاق ذات الطابع المؤسسي». قُدمت العريضة إلى مؤتمر الأمم المتحدة في باريس من قِبل «وليام إل. باترسون»، رئيس سي آر سي، وفي مدينة نيويورك من قبل المغني والممثل «بول روبسون» الذي كان ناشطًا في مجال الحقوق المدنية وعضوًا شيوعيًا في سي آر سي.
أثارت الحرب الباردة المخاوف الأمريكية من التوسع الشيوعي. نظرت الحكومة الأمريكية إلى عريضة سي آر سي على أنها تعارض المصالح الأمريكية فيما يتعلق بمكافحة الشيوعية. تجاهلت الأمم المتحدة العرضية. إذ نظرت العديد من دول «ميثاق الأمم المتحدة» إلى الولايات المتحدة كحليفة لها ولم تكن ترغب في تسليح أعداء الولايات المتحدة بمزيد من البروباغندا حول فشلها في السياسة العرقية المحلية. كانت الردود الأمريكية على العريضة مختلفة: عارض الصحفي الإذاعي «درو بيرسون» ما وصفه بـ «البروباغندا الشيوعية» قبل تقديمها إلى الأمم المتحدة. قال البروفيسور «رافائيل ليمكين»، وهو محام بولندي ساعد في صياغة اتفاقية الإبادة الجماعية الخاصة بالأمم المتحدة، أن عريضة سي آر سي كانت جهدًا مضللًا يلفت الانتباه بعيدًا عن الإبادة الجماعية التي قام بها الاتحاد السوفيتي للإستونيين واللاتفيين والليتوانيين. أصدرت «الجمعية الوطنية للنهوض بالملونين» (إن إيه إيه سي بّي) بيانًا ينص على أنه لم يكن هناك إبادة جماعية سوداء رغم وجود حالات خطيرة من التمييز العنصري في أمريكا بالتأكيد. كتب «والتر فرانسيس وايت»، رئيس إن إيه إيه سي بّي، أن عريضة سي آر سي تحتوي على حالات «حقيقية» من التمييز، يرتكز معظمها على مصادر موثوقة. وقال «مهما كانت خطايا الأمة ضد الزنوج -والتي هي كثيرة وشنيعة- فالإبادة الجماعية ليست من ضمنها». قالت مندوبة الأمم المتحدة «إليانور روزفلت» أنه من «السخافة» وصف التمييز على المدى الطويل بأنه إبادة جماعية.
جذبت عريضة «نحن نتهم الإبادة الجماعية» الانتباه في الأخبار الدولية أكثر من وسائل الإعلام الأمريكية المحلية. اهتمت وسائل الإعلام الفرنسية والتشيكية بالقضية بشكل بارز، وكذلك الصحف الهندية. في عام 1952، سُئل الكاتب الأمريكي من أصل أفريقي «جيه. سوندرز ردينغ»، أثناء سفره في الهند، مرارًا وتكرارًا حول حالات محددة من انتهاك الحقوق المدنية في الولايات المتحدة، واستخدم الهنود عريضة سي آر سي لدحض تأكيداته بأن العلاقات العرقية الأمريكية آخذة بالتحسن. في الولايات المتحدة، تلاشى اهتمام العامة بالعريضة بحلول أواخر خمسينات القرن العشرين. في عام 1964، بدأ مالكوم إكس و«اتحاد الأفارقة الأمريكان» الذي أسسه، مُستشهدًا بنفس عمليات الإعدام بالشنق بدون سلطة شرعية والاضطهاد الموصوفين في عريضة سي آر سي، في إعداد عريضة جديدة للأمم المتحدة لتأكيد أن الحكومة الأمريكية كانت متورطة في الإبادة الجماعية ضد السود. استوحى مالكوم إكس خطابه بعنوان «الاقتراع أو الرصاصة» من عريضة «نحن نتهم الإبادة الجماعية».

### التعقيم الإجباري
ابتداءً من عام 1907، أصدرت بعض الهيئات التشريعية في الولايات الأمريكية قوانين تسمح بالتعقيم الإجباري للمجرمين، والمتخلفين عقليًا، والمرضى المصابين بأمراض عقلية في المؤسسات. في البداية، عانى الأمريكيون من أصل أفريقي ونظرائهم البيض من التعقيم بنسبة متساوية تقريبًا. بحلول عام 1945، عُقم نحو 70000 أمريكي في هذا البرامج. في خمسينيات القرن العشرين، تعرض برنامج الرعاية الاجتماعية الفدرالي «مساعدة الأسر التي لديها أطفال مُعالون» (إيه إف دي سي) لانتقادات من قبل بعض البيض الذين لا يريدون تقديم العون للأسر السوداء الفقيرة. نفذت ولايات مثل كارولينا الشمالية والجنوبية إجراءات التعقيم على الأمهات السوداوات ذوات الدخل المنخفض اللاتي يلدن طفلهن الثاني. قيل للأمهات إنه سيتعين عليهن الموافقة على ربط «أنابيب فالوب» الخاصة بهن وإلا ستُحجب عنهن مزايا الرعاية الاجتماعية، إلى جانب فوائد الأسر التي وُلدن فيها. بسبب هذه السياسات، المُنتشرة بشكل خاص في الولايات الجنوبية، ارتفعت نسبة تعقيم الأمريكيين من أصل أفريقي من 23% من المجموع الكلي في عامي 1930 و1940 إلى 59% في نهاية خمسينات القرن العشرين، ووصلت إلى 64% في منتصف ستينات القرن العشرين.
في منتصف عام 1973، كشفت وسائل الإعلام النقاب عن التعقيم الإجباري للنساء السوداوات الفقيرات والأطفال، الذي مولته الأموال الفيدرالية. كانت فتاتان من عائلة «ريفل» في ولاية مسيسيبي، اللتان اعتُبرتا عاجزتان عقليًا في سن الثانية عشر والرابعة عشر، بالإضافة لإحدى المستفيدات من الرعاية الاجتماعية البالغة من العمر ثمانية عشر عامًا، «نيال روث كوكس» من نورث كارولينا، من أبرز حالات التعقيم الإجباري. نشرت مجلة «جيت» القصص تحت عنوان «الإبادة الجماعية». قال النقاد أن بعض الناشطين استغلوا هذه القصص كحجة ضد الإجهاض القانوني.